# St. Ludwig (Spiesen)

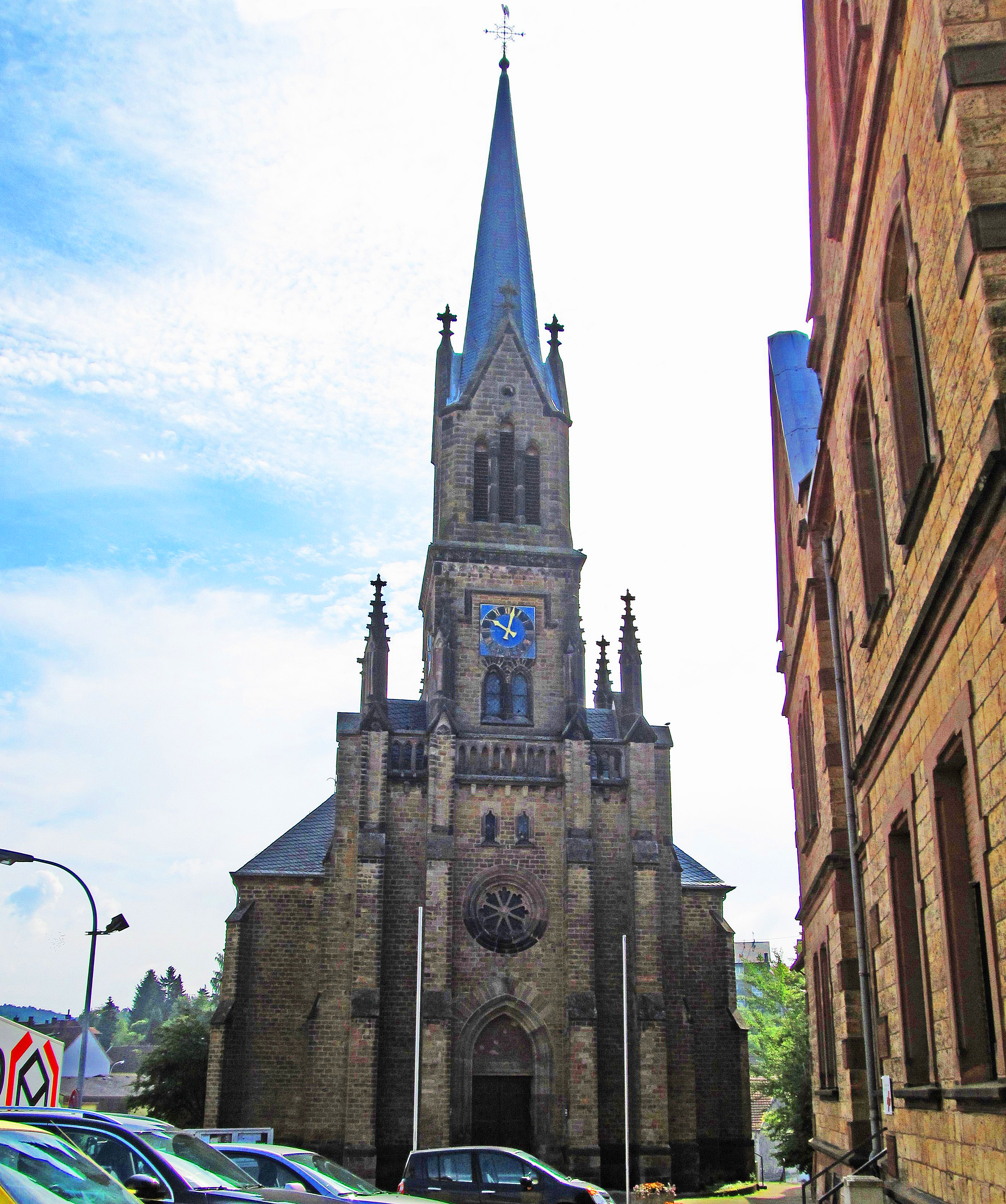
Die Pfarrkirche St. Ludwig in Spiesen

St. Ludwig ist eine römisch-katholische Pfarrkirche im Gemeindebezirk Spiesen der Gemeinde Spiesen-Elversberg, Landkreis Neunkirchen. Sie trägt das Patrozinium von König Ludwig dem Heiligen. In der Denkmalliste des Saarlandes ist das Kirchengebäude als Einzeldenkmal aufgeführt.

## Geschichte

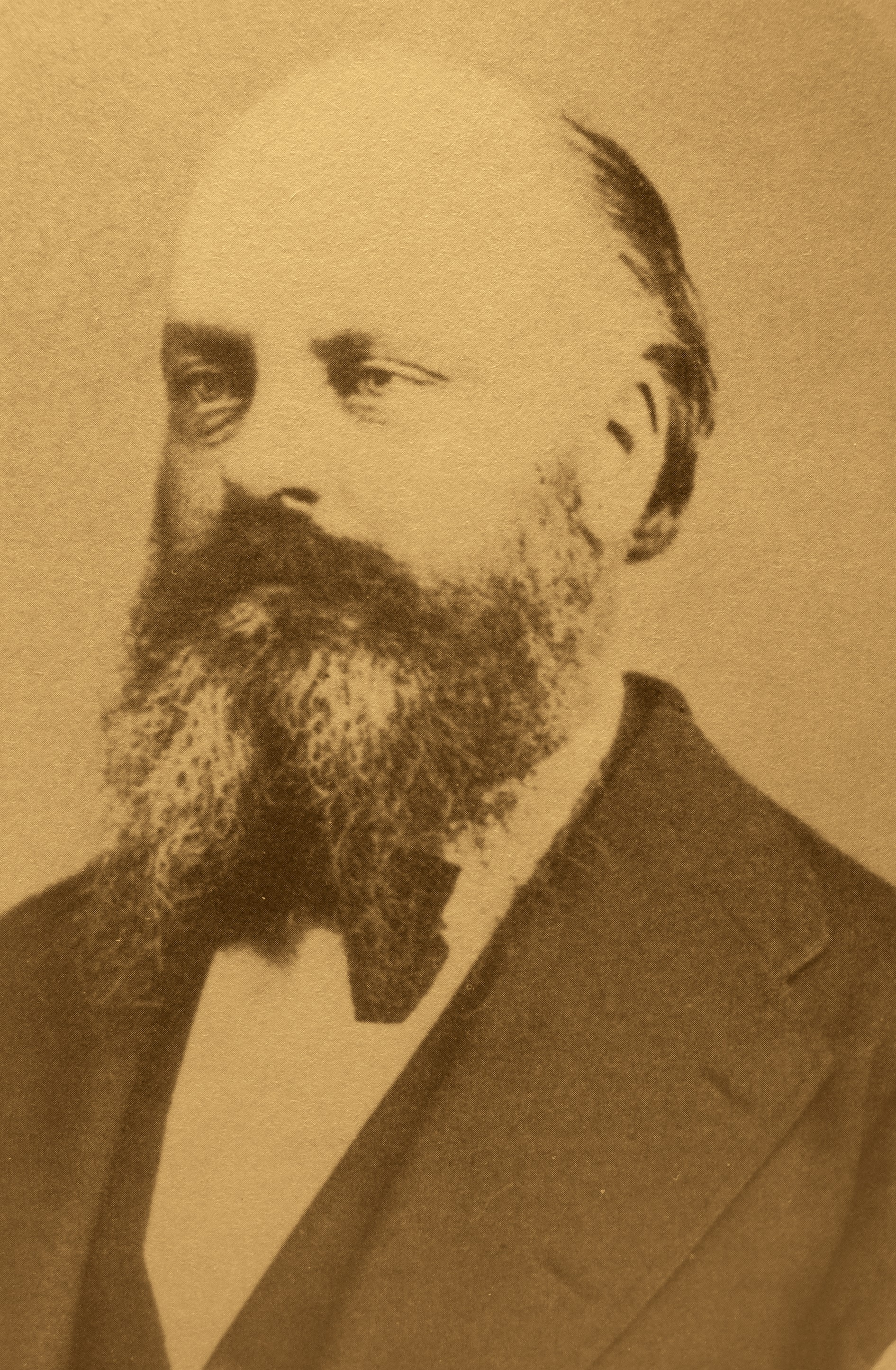
Carl Friedrich Müller (* 14. Juni 1833 in Hersfeld; † 1. August 1889 ebd.), Kreisbaumeister des Landkreises Saarlouis, Architekt der Spiesener St. Ludwigskirche, Aufnahme aus dem Jahr 1870

Im Jahr 1800 erfolgte der Neubau einer katholischen Kirche in Spiesen. Ein Vorgängerbau war im Zuge der 1575 in Spiesen durch Graf Albrecht von Nassau-Weilburg-Ottweiler eingeführten Reformation 1605 von Amts wegen geschlossen worden.
In den 1850er Jahren gab es einen Entwurf des Architekten und Eisenbahningenieurs Havemann für einen größeren Neubau, der aber aus Kostengründen nicht umgesetzt wurde.
1869 legte Architekt Carl Friedrich Müller (Saarlouis) eine neue Plan-Skizze mit einem Kostenvoranschlag vor, der im Oktober 1869 angenommen wurde. Bauplatzstreitigkeiten und der Ausbruch des Deutsch-Französischem Krieges von 1870 bis 1871 verhinderten jedoch zunächst den Baubeginn. Ende 1871 war zwar ein Bauplatz vorhanden, aber im Zuge des Kulturkampfes wurde die staatliche Baugenehmigung verweigert. Ende 1874 wurde die Baufälligkeit des bestehenden Kirchengebäudes festgestellt. Daraufhin machte Architekt Müller den Vorschlag, die Kirche in Etappen zu errichten. So erfolgte in den Jahren 1875–1877 durch den Bauunternehmer Louis Zeitz (Sulzbach) eine Erweiterung der bestehenden Kirche um einen Chor und um ein Querhaus, die aus Kostengründen mit relativ geringer Raumhöhe ausgeführt wurde. Im Juni 1875 kam es wegen des Ausbleibens der staatlichen Baugenehmigung zu einem Baustopp. 1876 konnten die Bauarbeiten wieder aufgenommen werden. Das noch bestehende alte Kirchenschiff wurde nach erneuter Feststellung der Baufälligkeit in den Jahren 1885–1887 nach Plänen von Carl Friedrich Müller erneuert. Für die Ausführung zeichnete Bauunternehmer Hoppstädter (Spiesen) verantwortlich.
In den 1890er Jahren wurde die Kirche ausgemalt. 1928 erfolgten ergänzende und verändernde Ausmalungen.
1952 wurde die Kirche innen restauriert. Eine weitere Restaurierung erfolgte 1987.

## Baubeschreibung

### Architektur

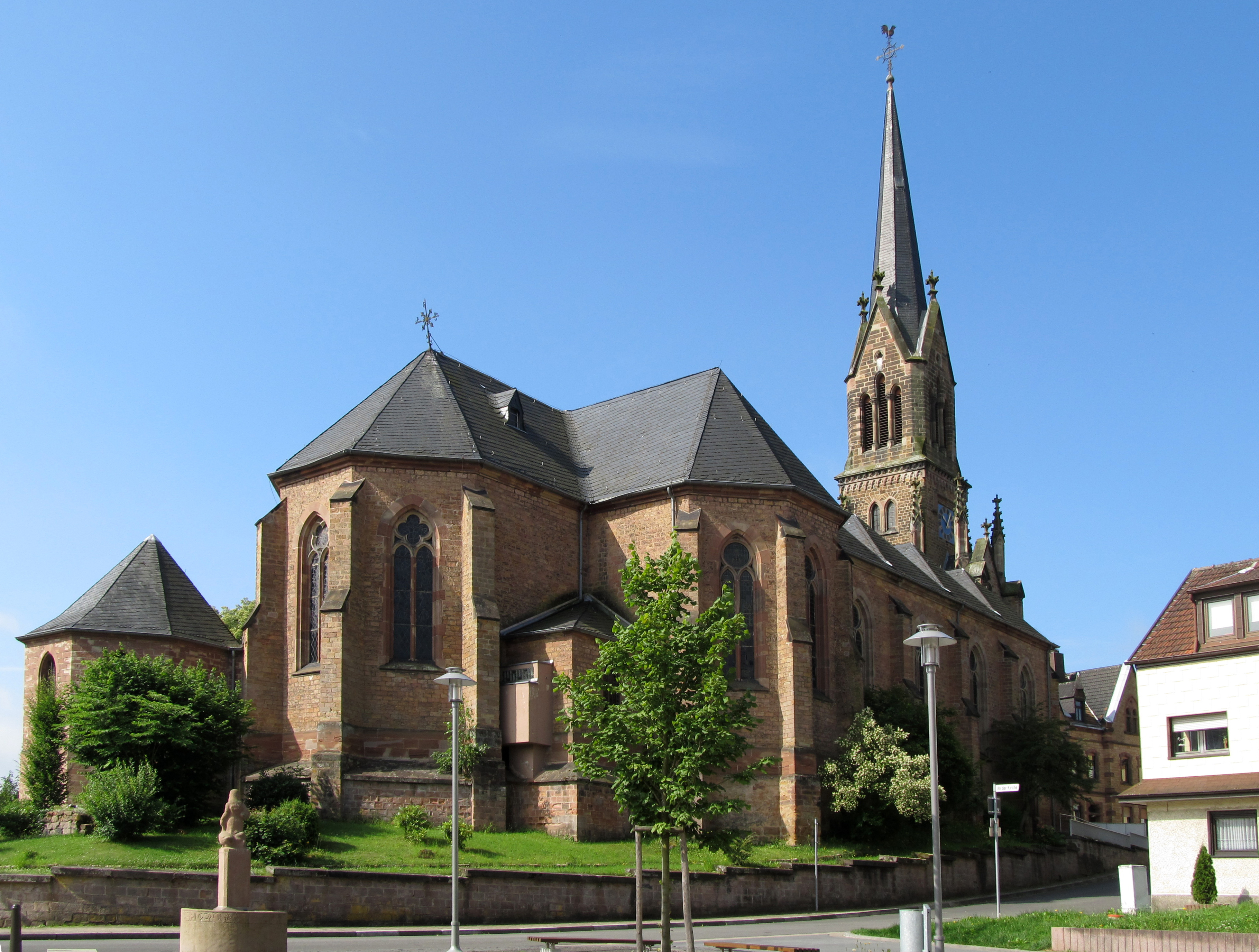
Weitere Ansicht der Kirche

Die Kirche wurde im Stil der Neugotik errichtet. Bei der architektonischen Grundform des Kirchengebäudes ist eine Basilika mit kreuzförmigem Grundriss. Das Langhaus ist unterteilt in ein Mittelschiff und zwei gleich hohe Seitenschiffe mit je vier Jochen; das Langhaus hat vier Fensterachsen. An das Langhaus schließt sich ein Querhaus an, daran der Chor. Die Decke der Kirchenschiffe werden von Kreuzrippengewölben geformt.

### Das Kircheninnere
Im Inneren der Kirche befinden sich als Altarverkleidung sieben Bronzereliefs des Malers und Bildhauers Ernst Alt (Saarbrücken) von 1996; von ihm stammen auch ein Votivleuchter mit Blumenornamentik, ein siebenarmiger Leuchter und Teile der in die Kirche integrierten Franziskuskapelle. Zur sakralen Kunst des Gotteshauses gehört eine spätgotische Holzfigur des heiligen Königs Ludwig in einem Liliengewand und einem Zepter in der Hand und eine hölzerne spätgotische Christusfigur am Kreuz, die vermutlich von der Loire in Frankreich stammt.
Die gesamten Kirchenfenster stammen aus der Erbauungszeit und sind als zweibahnige Spitzbogenfenster mit Kreismaßwerk in der Spitze ausgeführt. Aus der Zeit der Erbauung der Kirche stammt auch das mit Schnitzarbeiten versehene Gestühl, ebenso wie der wertvolle Schnitzaltar, der heute als Sakramentsaltar im Hintergrund des Altarraums steht.
Das Kircheninneren wurde in mehreren Abschnitten ausgemalt. Bei der ersten Ausmalung während der 1890er Jahre wurde die Architekturgliederung durch imitierende Steinquaderung mit Fugenschnitt betont. Ornamentale und figürliche Gestaltungen wurden dem Chorraum und dem Verstärkungsbogen zwischen Mittelschiff und Vierung vorbehalten. In den 1920er Jahren erfolgte eine Ausmalung in verändernder Ergänzung. Bei der letzten Ausmalung im Jahr 1952 kam es zu einer Veränderung zugunsten einer Farbfassung, die die Architekturgliederung unterstrich. Die Decke wurde nach Originalmustern bemalt.

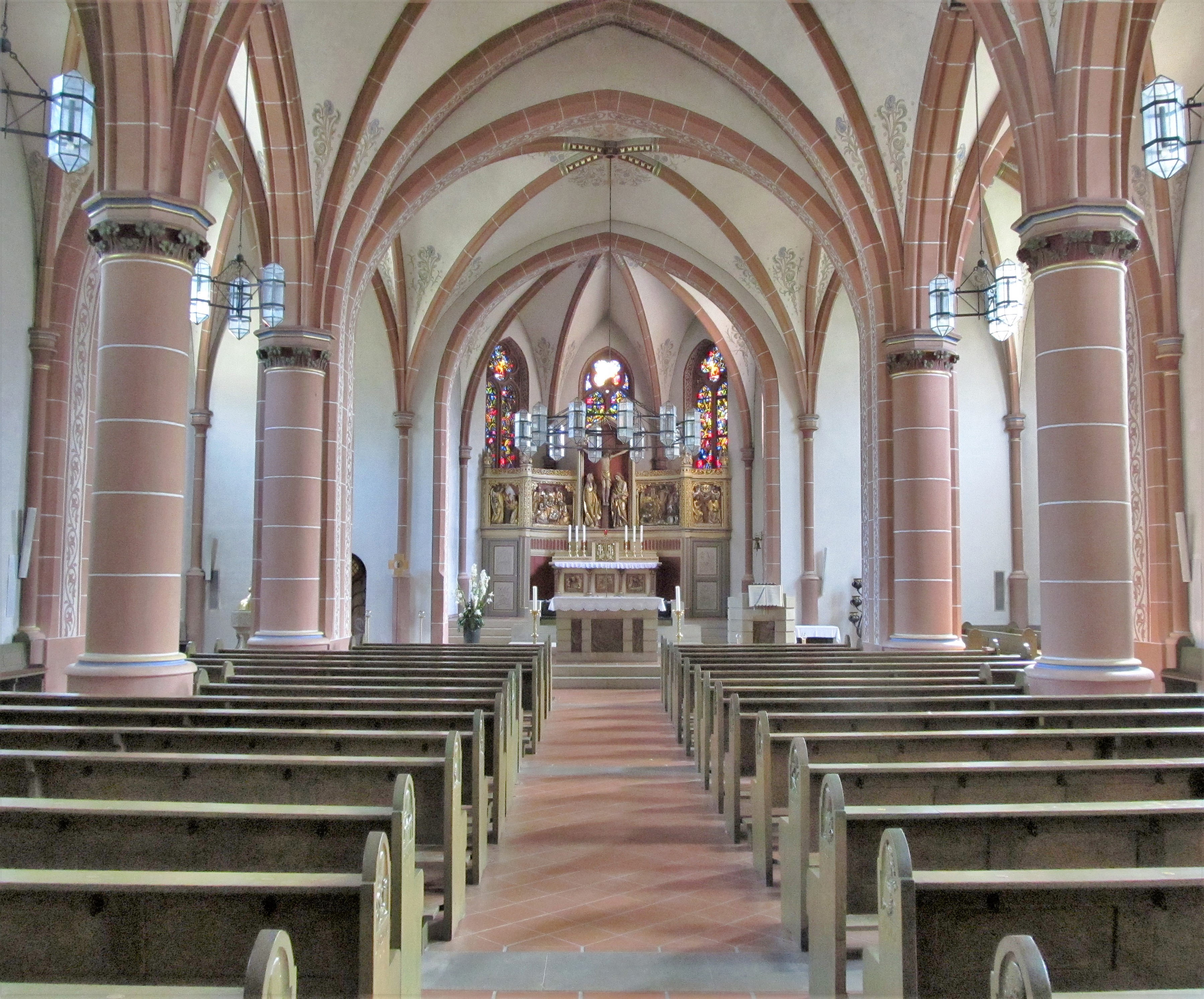
Blick ins Innere der Kirche
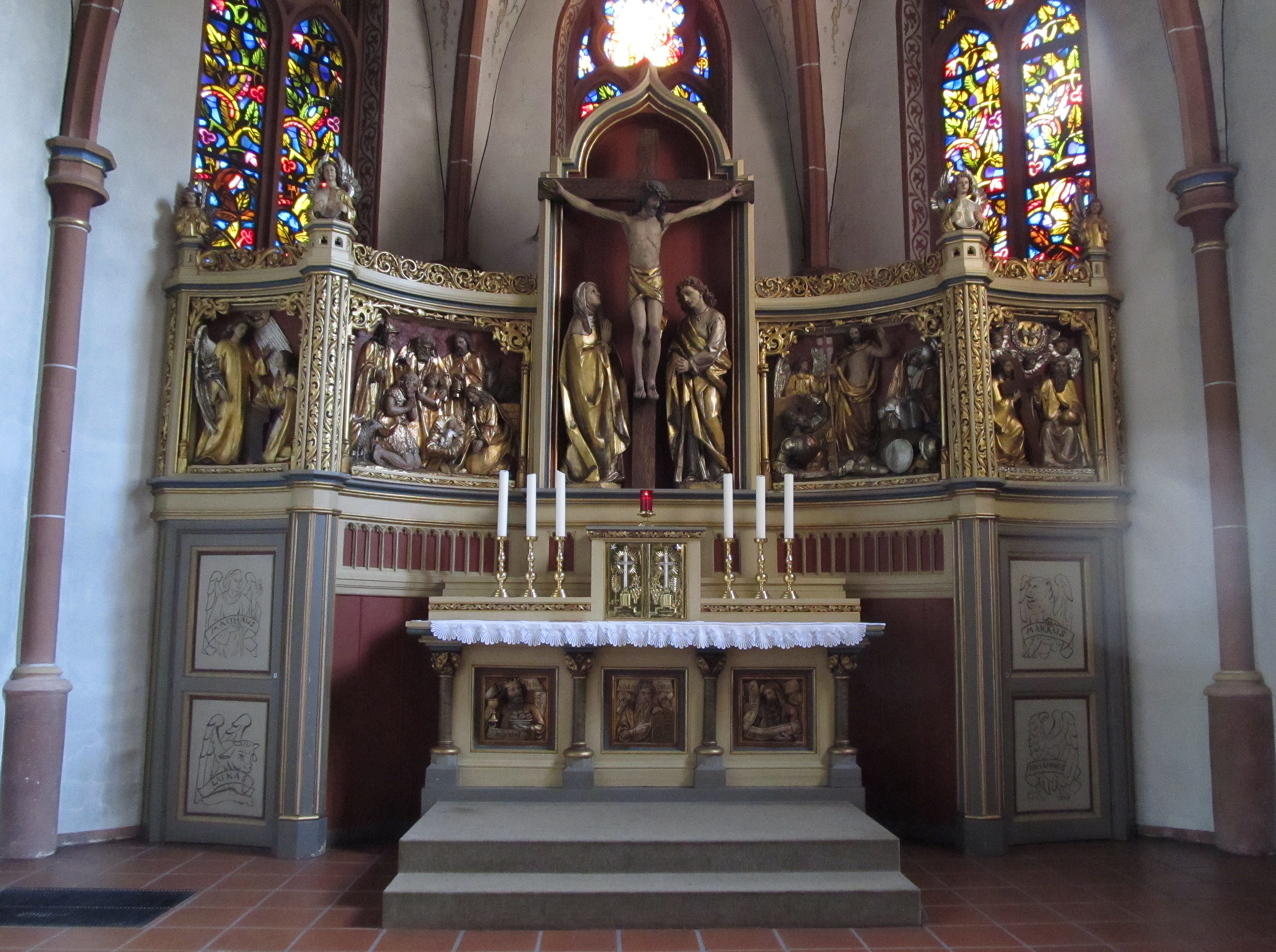
Sakramentsaltar
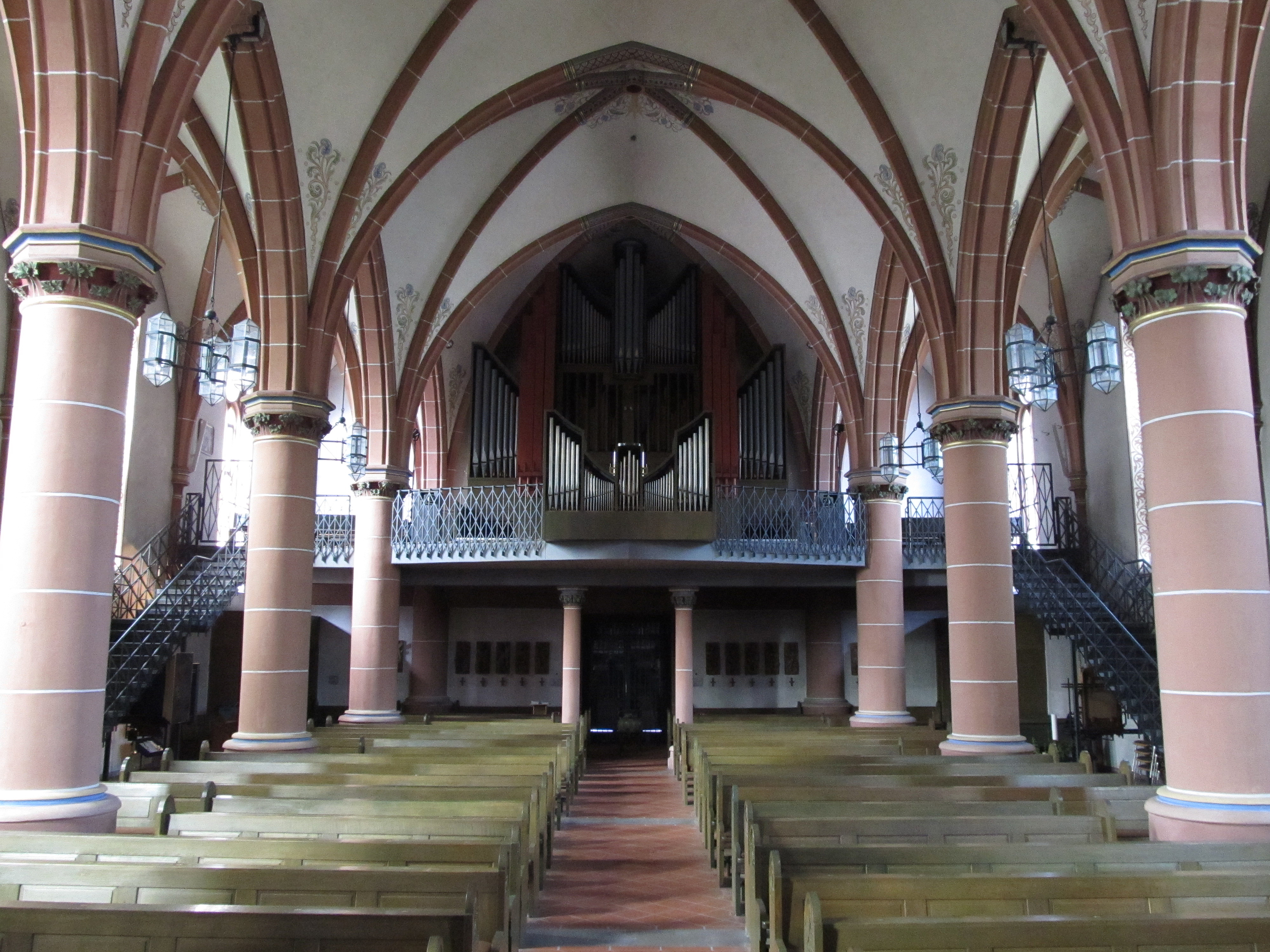
Blick zur Orgelempore

## Orgel

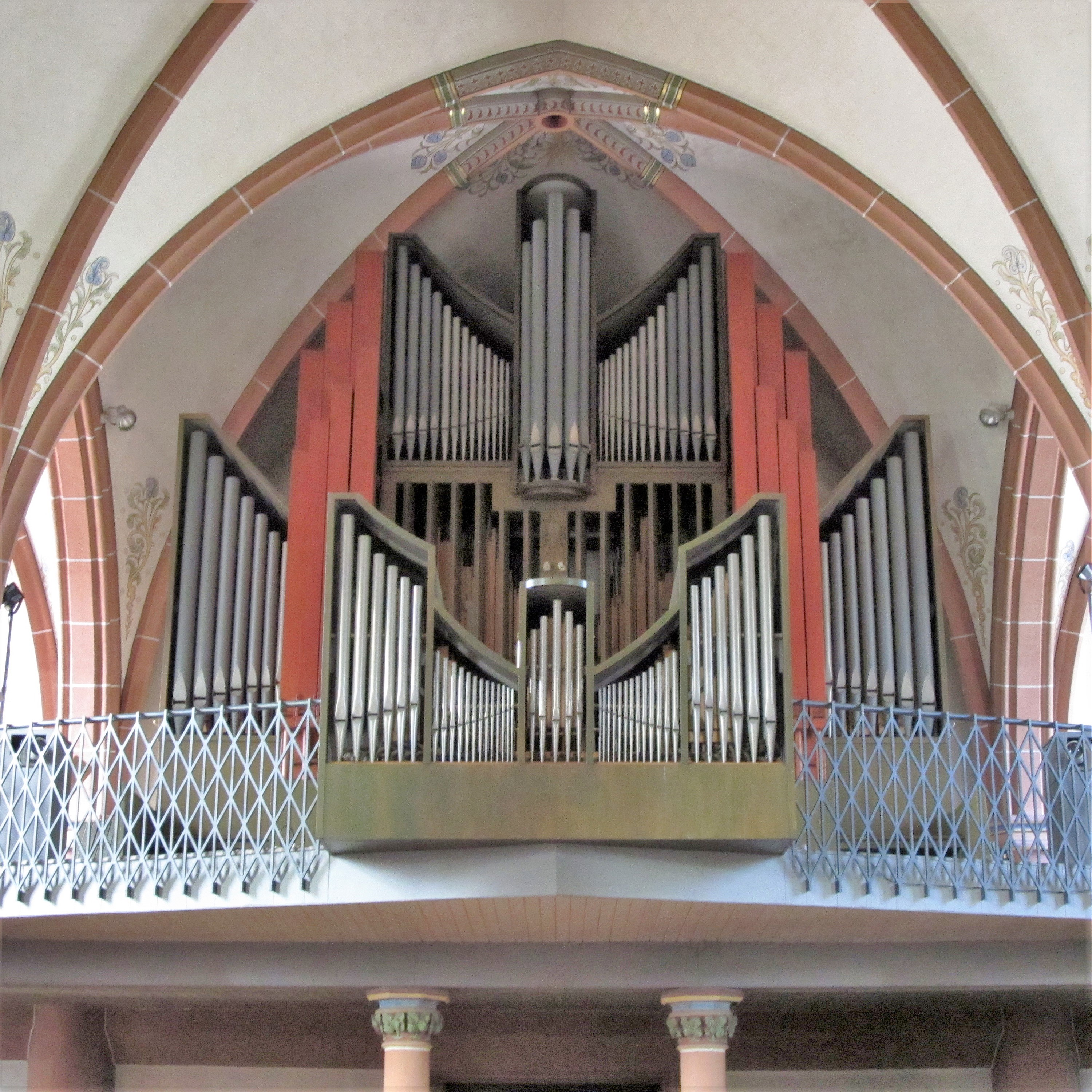
Orgelprospekt

Im Jahr 1959 wurde die Orgel als opus 1154 der Firma Johannes Klais Orgelbau aus Bonn erbaut und mit seinen ursprünglichen 40 Registern – auf drei Manualen und Pedal verteilt – auf der rückwärtigen Empore der Ludwigskirche errichtet.
2003 konnte im Rahmen einer Renovierung durch die Firma Hugo Mayer Orgelbau aus dem nahegelegenen Heusweiler die Disposition um zwei Register erweitert werden:Tromba 8' im Hauptwerk, eine Horizontaltrompete, die aus bautechnischen Gründen optisch durch andere Prospektpfeifen verdeckt wird und der Quintbass 10 2/3' im Pedalwerk.
Die ursprüngliche Bauweise mit freistehendem Spieltisch, Schleifladen in den Manualwerken und Kegelladen im Pedalwerk blieb dabei unverändert; ebenso die elektrische Spiel- und Registertraktur.
2020 wurde im Rahmen einer aufwendiger Sanierungsmaßnahme durch die Firma Johannes Klais Orgelbau das gesamte Orgelwerk ausgereinigt, die Elektrik generalüberholt und erneuert, sowie eine elektronische Setzeranlage eingebaut. Die Tromba 8' ist ferner auf jedem Manual und im Pedal (Einzelansteuerung) solistisch einsetzbar.
| I Rückpositiv C–g3 |            |       |
| 1.                 | Gedackt    | 8′    |
| 2.                 | Quintadena | 8′    |
| 3.                 | Praestant  | 4′    |
| 4.                 | Spillflöte | 4′    |
| 5.                 | Principal  | 2′    |
| 6.                 | Sifflöte   | 1 ⁄3′ |
| 7.                 | Scharff IV |       |
| 8.                 | Cymbel II  |       |
| 9.                 | Rankett    | 16′   |
| 10.                | Krummhorn  | 8′    |
|                    | Tremulant  |       |

| II Hauptwerk C–g3 |              |     |
| 11.               | Quintadena   | 16′ |
| 12.               | Principal    | 8′  |
| 13.               | Rohrflöte    | 8′  |
| 14.               | Salicional   | 8′  |
| 15.               | Octav        | 4′  |
| 16.               | Blockflöte   | 4′  |
| 17.               | Schwegel     | 2′  |
| 18.               | Cornet III   |     |
| 19.               | Mixtur IV-VI |     |
| 20.               | Tromba       | 8′  |
| 21.               | Trompete     | 8′  |
| 22.               | Kopftrompete | 4′  |

| III Schwellwerk C–g3 |           |        |
| 23.                  | Holzflöte | 8′     |
| 24.                  | Gemshorn  | 8′     |
| 25.                  | Principal | 4′     |
| 26.                  | Nasard    | 2 ⁄3′  |
| 27.                  | Hohlflöte | 2′     |
| 28.                  | Terz      | 1 3⁄5′ |
| 29.                  | Oktävlein | 1′     |
| 30.                  | Mixtur IV |        |
| 31.                  | Fagott    | 16′    |
| 32.                  | Schalmey  | 8′     |
|                      | Tremulant |        |

| Pedal C–f1 |                  |         |
| 33.        | Principal        | 16′     |
| 34.        | Subbass          | 16′     |
|            | Quintadena       | 16′     |
| 35.        | Quintbass        | 10 2⁄3′ |
| 36.        | Octavbass        | 8′      |
| 37.        | Rohrgedeckt      | 8′      |
| 38.        | Choralbass       | 4′      |
| 39.        | Nachthorn        | 2′      |
| 40.        | Hintersatz IV-VI |         |
| 41.        | Posaune          | 16′     |
| 42.        | Basstrompete     | 8′      |

- Koppeln:
  - Normalkoppeln: I/II, III/I, III/II, I/P, II/P, III/P
  - Suboktavkoppeln: III/I, III/II, III/III
  - Superoktavkoppeln: I/P
- Spielhilfen:
  - Setzer-Bus-System (SPS) mit 100.000 Kombinationen
  - USB-Laufwerk
  - zwei freie Kombinationen
  - eine freie Pedalkombination
  - Registercrescendo/Crescendopedal, elektronisch gesteuert, 30fach
  - Tutti

Anmerkungen
1. 1 2  2003 hinzugefügte Register
2. ↑  Transmission aus dem Hauptwerk